# Bootsklasse
Eine Bootsklasse bezeichnet Boote mit einer einheitlichen Bauvorschrift, welche die Boote bei Regatten direkt vergleichbar macht.

## Arten von Bootsklassen
Die Einteilung von Booten in Klassen erfolgt, um eine gewisse Vergleichbarkeit bei Regatten zu ermöglichen.
Dazu gibt es mehrere Ansätze:
- Einheitsklassen: Alle Boote einer Einheitsklasse sind als gleich anzusehen. Geringfügige Abweichungen, zum Beispiel durch die Wahl bestimmter Segel, die Anordnung von Decksbeschlägen oder unterschiedlich schwere Innenausbauten sind prinzipiell denkbar, müssen aber durch die Klassenvorschriften explizit erlaubt werden. Durch diese strengen Regulierungen können die Kosten niedrig gehalten werden, indem z. B. teure Baumaterialien verboten werden. Ältere Boote sind häufig noch konkurrenzfähig, da sich die Konstruktion nicht weiterentwickelt.
- Konstruktionsklassen: Alle Boote werden nach bestimmten Bauvorschriften gebaut, können aber teilweise deutlich voneinander abweichen. Häufig werden für Konstruktionsklassen Formeln vorgegeben, in die bestimmte Daten des Bootes wie Länge, Breite, Tiefgang, Verdrängung oder Segelfläche eingehen. Das Ergebnis der Formel muss dann in einem bestimmten Bereich liegen. Konstruktionsklassen entwickeln sich laufend weiter. Dadurch bieten sie immer aktuelle Konstruktionen, aber um den Preis, sich dem Fortschritt stets anpassen zu müssen. Ältere Boote sind meist nicht mehr konkurrenzfähig.
- Box Rule: Eine Unterart der Konstruktionsklasse – hier werden nur sehr grobe Abmessungen, z. B. eine maximale Länge oder eine maximale Segelfläche vorgeschrieben. Die Beschränkungen sind also noch lockerer als bei der formelbestimmten Konstruktionsklasse, Designern wird noch mehr Spielraum gelassen.

Sowohl Konstruktionsklassen als auch Box Rules bringen also innerhalb der gleichen Klasse teilweise sehr unterschiedliche Boote hervor. Diese können sich in ihren Segeleigenschaften deutlich unterscheiden. Auch kann ein Boot z. B. bei viel Wind und Welle sehr schnell sein, aber bei Leichtwind hoffnungslos unterlegen. Je mehr Freiheiten also eine Klassenvorschrift lässt, umso größer wird die Bedeutung des Bootsdesigns und der Eignung eines Schiffes für die vorherrschenden Wetterbedingungen.
Um Boote unterschiedlicher Klassen gegeneinander antreten lassen zu können, werden im Yardsticksystem für bekannte Bootsklassen empirisch ermittelte „Rennwerte“ vergeben. Zur Ermittlung der Platzierung werden die gesegelten Zeiten mit diesem Faktor verrechnet.
Als Alternative für Boote, die nicht in eine Klasse passen, gibt es Handicapsysteme. Diese versuchen, das Geschwindigkeitspotential eines Bootes zu berechnen und daraus einen „Rennwert“ zu errechnen. Dafür kann allerdings eine aufwendige und ggf. in gewissen Zeitabständen zu wiederholende Vermessung des Bootes notwendig sein.

## Kanu
Beim Kanu-Wettkampfsport gibt es für jede Bootsklasse Vorschriften über die Größe des Bootes, das Gewicht und über Merkmale der Bootsform. Diese variiert von Disziplin zu Disziplin, außerdem wird zwischen Kajaks und Canadiern unterschieden. So gibt es für Zweier-Canadier im Kanurennsport andere Baubestimmungen als im Kanuslalom oder Wildwasserrennsport, aber auch innerhalb der einzelnen Disziplinen unterschiedliche Vorgaben etwa zwischen Einer-Kajak und Einer-Canadier. Teilweise gibt es dabei Unterschiede bei Booten, welche von Kindern benutzt werden.